# Совинський Василь Карлович
Васи́ль Ка́рлович Сови́нський  (2 лютого 1853, Немирів, Російська імперія (за іншими даними — Чугуїв) — 12 квітня 1917, Київ, Російська імперія) — український зоолог; з 1877 працював у Київському університеті (з 1886 приват-доцент, з 1916 — професор). Батько зоолога Вадима Совинського.

## Біографія
Навчався у Немирівській гімназії, яку закінчив у 1875 році зі срібною медаллю. Поступив до природничого відділення фізико-математичного факультету Київського університету. Паралельно з 1877 року працював у лабораторії зоології консерватором. У 1887—1905 роках був лаборантом у цій лабораторії. З 1886 року — приват-доцент.
Після 1870 року працював викладачем Коростишівської учительської семінарії. Товаришував з Михайлом Кудрицьким.
У 1903 році захистив дисертацію магістра зоології на тему «Введение в изучение фауны Понто-Каспийско-Аральского морского бассейна, рассматриваемой с точки зрения самостоятельной зоогеографической провинции». З 1905 року виконував обов'язки екстраординого професора по кафедрі зоології. У 1915—1917 роках був завідувачем зоологічного кабінету (музею).

## Наукова робота
Спеіаліст з прісноводних та морських ракоподібних України та Європи. Вивчав веслоногих, гіллястовусих, рівноногих, бокоплавів (Amphipoda), десятиногих.
Досліджував також губок Дніпра.
За працю «Amphipoda озера Байкала (сем. Gammaridae)» у 1915 році був нагороджений премією імені професора Івана Рахманінова.
Вперше в Київському університеті читав курс географії тварин.
Був президентом Київського товариства природознавців. У 1890-1894 і 1901-1913 роках був редактором «Вказівника російської літератури з математики, чистих і прикладних природничих наук, медицині й ветеринарії» (рос. Указатель русской литературы по математике, чистым и прикладным естественным наукам, медицине и ветеринарии), який видавався товариством і систематизував усю наукову літературу, видану в Російській імперії за вказаний рік.
Автор понад 40 наукових праць.

## Наукові публікації
- Очерк фауны пресноводных ракообразных из окрестностей г. Киева и северной части Киевской губернии. К, 1888.
- Ракообразные Азовского моря. Сравнительно-фаунистический очерк на основании материалов, собранных доктор.ом зоологии А. А. Остроумовым и моих личных наблюдений. К., 1893
- Совинский В.К., 1902. Введение в изучение фауны Понто-Каспийско-Аральского морского бассейна, рассматриваемой с точки зрения самостоятельной зоогеографической провинции. Записки  Киевского о-ва естествоиспытателей, 18(487), с. 1–217.